# Costuleni, Ungheni
Costuleni este un sat din raionul Ungheni, situat la 18 km de orașul Ungheni, pe șoseaua Ungheni-Nisporeni, și se întinde pe 2911 hectare (împreună cu terenul agricol, păduri și imaș). Spațiile locative cuprind doar 121 ha, imașului îi revin 314 ha, terenului agricol aproximativ 2000 ha, iar restul terenurilor silvice. Sunt înregistrate 1200 de case în care locuiesc 3410 persoane (oficial, aproximativ 200 sunt plecate peste hotare), dintre care 1902 de sex feminin, respectiv 1508 de sex masculin. Câteva familii locuiesc în căminul școlii.
În sat activează 27 de agenți economici, traficul fiind asigurat de 12 microbuze (cu destinație în Ungheni, Nisporeni și Chișinău).
În sat mai funcționează două oloinițe, o moară de grâu, BNV-materiale de construcție și produse de uz casnic, trei baruri, o alimentară, 15 magazine mixte și o saună.
Conform datelor statistice oferite de primărie, natalitatea este de două ori mai mare decât mortalitatea, în 2006 s-au născut 49 de copii și au decedat 32 de persoane, în 2007 s-au născut 41 de copii și au decedat 24 de persoane. De asemenea s-au înregistrat în 2006 20 de căsătorii, în 2007 – 35, iar pentru 2008 s-au depus deja 40 de cereri. În 2007 au avut loc 3 divorțuri.
În câmpul muncii se află aproximativ 300 persoane, iar șomeri (înregistrați la birja muncii) sunt 15.

## Istorie
Satul Costuleni este menționat documentar pentru prima dată în anul 1605:
„7114 1605 noiembrie 12.

Ieremia Movilă voievod dăruiește mitropoliei de Suceava și mitropolitului Teodosie Barbovschi, precum și paraclisului episcopiei de Roman și episcopului Atanasie Crimcovici, două moșioare (praedien) și anume: mitropoliei, moșia Costuleni pe Prut, iar episcopiei moșia Cănești, ambele În ținutul Iași, foste moșii domnești și dăruite pentru pomenirea înaintașilor săi. Credința domnului, a fiilor săi, Constantin, Alexandru
și Bogdan, și a boierilor: Ureche, vornic de Țara de Jos, Gârstea vornic de Țara de Sus, Gheorghe pârcălabul de Hotin, Gheorghe și Ionașco
pârcălabi de Neamț, Manole și Rodna pârcălabi de Roman, Vascan Orăș hatman și pârcălab de Suceava, Barnovschi postelnic, Toader Veveriță spătar, Caraiman ceașnic, Grigore stolnic, Simion Stroici, vistier, Vorontar comis.

Lupu Stroici mare logofăt. 

Scrie Arsenie Nebojatco.”

## Componența pe naționalitați
| Nr. Ord | Naționalități    | Nr. Locuitori | % de Locuitori |
| ------- | ---------------- | ------------- | -------------- |
| 1       | Moldoveni/Români | 3049          | 98,01 %        |
| 2       | Ucraineni        | 31            | 1 %            |
| 3       | Ruși             | 19            | 0,61 %         |
| 4       | Găgăuzi          | 1             | 0,03 %         |
| 5       | Bulgari          | 1             | 0,03 %         |
| 6       | Evrei            | 0             | 0 %            |
| 7       | Polonezi         | 0             | 0 %            |
| 8       | Romi/Țigani      | 0             | 0 %            |
| 9       | Altele           | 10            | 0,32 %         |

## Administrație și politică
Componența Consiliului local Costuleni (13 consilieri), ales la 5 noiembrie 2023, este următoarea:
|  | Partid                                        | Consilieri | Componență | Componență |
|  | --------------------------------------------- | ---------- | ---------- | ---------- |
|  | Candidat independent EUDOCHIA GOIAN           | 1          |            |            |
|  | Candidat independent SORIN GURĂU              | 1          |            |            |
|  | Partidul Acțiune și Solidaritate              | 2          |            |            |
|  | Candidat independent VASILE RUDICO            | 1          |            |            |
|  | Candidat independent ION CHIRINCIUC           | 1          |            |            |
|  | Coaliția pentru Unitate și Bunăstare          | 1          |            |            |
|  | Partidul Comuniștilor din Republica Moldova   | 1          |            |            |
|  | Partidul Liberal                              | 1          |            |            |
|  | Candidat independent VITALIE PREPELIȚĂ        | 1          |            |            |
|  | Candidat independent ANDRIAN GOIAN            | 1          |            |            |
|  | Partidul Socialiștilor din Republica Moldova  | 1          |            |            |
|  | Partidul Dezvoltării și Consolidării Moldovei | 1          |            |            |